# Благовещенка (Кабардино-Балкария)
Благове́щенка — село в Прохладненском районе Кабардино-Балкарской Республики. Административный центр муниципального образования «Сельское поселение Благовещенка».

## География
Село расположено в юго-западной части Прохладненского района, на правом берегу реки Баксанёнок. Находится в 25 км к юго-западу от районного центра Прохладный и в 50 км к северо-востоку от города Нальчик (по дороге).
Граничит с землями населённых пунктов: Баксанёнок на западе, Цораевский и Ново-Осетинский на востоке, Минский на юго-востоке и Грабовец на юго-западе.
Населённый пункт расположен на наклонной Кабардинской равнине, в равнинной зоне республики. Средние высоты на территории села составляют 288 метров над уровнем моря. Рельеф местности представляет собой в основном предгорные волнистые равнины с общим уклоном с юго-запада на северо-восток. К югу от села имеются различные балки и понижения, занятые лесом.
Гидрографическая сеть на территории сельского поселения представлена в основном рекой Баксанёнок и родниковым ручьём Чёрная Речка. Благодаря близкому залеганию грунтовых вод к поверхности земли, селение высоко обеспечена водой. В окрестностях имеется несколько маленьких озёр.
Климат влажный умеренный с тёплым летом и прохладной зимой. Амплитуда температуры воздуха колеблется от средних +23,0°C в июле, до средних −2,5°C в январе. Среднегодовая температура составляет +10,5°C. Среднегодовое количество осадков составляет около 600 мм.

## История
Селение было основано в 1924 году как хутор Первомайский. В том же году новый населённый пункт был избран административным центром образованного Первомайского сельсовета, в состав которого было включено 8 населённых пунктов.
Село с 1963 по 1991 года носило название Первомайское.
Тогда же Первомайский сельсовет был переименован и преобразован в Благовещенскую сельскую администрацию.
В 2014 году в селе был открыт католический храм (костёл). Храм был построен местными жителями, под руководством отца Лорана Флиши из самана и булыжника. Строительство храма велось с 2009 года.

## Население
| 2002 | 2010 | 2021 |
| ---- | ---- | ---- |
| 323  | ↘299 | ↘233 |

Национальный состав
По данным Всероссийской переписи населения 2002 года, 70 % населения села составляли русские.

По данным Всероссийской переписи населения 2021 года:
| Народ      | Численность, чел. | Доля от всего населения, % |
| ---------- | ----------------- | -------------------------- |
| русские    | 156               | 66,95 %                    |
| кабардинцы | 28                | 12,02 %                    |
| корейцы    | 12                | 5,15 %                     |
| осетины    | 9                 | 3,86 %                     |
| балкарцы   | 8                 | 3,43 %                     |
| черкесы    | 5                 | 2,15 %                     |
| армяне     | 5                 | 2,15 %                     |
| адыги      | 3                 | 1,29 %                     |
| другие     | 7                 | 3,00 %                     |
| всего      | 233               | 100,0 %                    |

Половозрастной состав
По данным Всероссийской переписи населения 2010 года:
| Возраст     | Мужчины, чел. | Женщины, чел. | Общая численность, чел. | Доля от всего населения, % |
| ----------- | ------------- | ------------- | ----------------------- | -------------------------- |
| 0 — 14 лет  | 28            | 34            | 62                      | 20,7 %                     |
| 15 — 59 лет | 83            | 91            | 174                     | 58,2 %                     |
| от 60 лет   | 29            | 34            | 63                      | 21,1 %                     |
| Всего       | 140           | 159           | 299                     | 100,0 %                    |

Мужчины — 140 чел. (46,8 %). Женщины — 159 чел. (53,2 %).
Средний возраст населения — 39,5 лет. Медианный возраст населения — 39,1 лет.
Средний возраст мужчин — 38,8 лет. Медианный возраст мужчин — 37,8 лет.
Средний возраст женщин — 40,2 лет. Медианный возраст женщин — 40,0 лет.

## Инфраструктура
Основные объекты социальной инфраструктуры расположены на территории хутора (микрорайона) — Ново-Осетинский.

## Улицы
На территории села зарегистрировано 3 улица:

| Бульварная |

| Молодёжная |

| Мира |